# Małgorzata Prowansalska
Małgorzata Prowansalska franc. Marguerite Berenger de Provence (ur. ok. 1221, w Brignoles, zm. 21 grudnia 1295, w Paryżu) – najstarsza córka Rajmunda Berenguera IV, hrabiego Prowansji i Beatrycze Sabaudzkiej, królowa Francji w latach 1234-1270, jako żona Ludwika IX Świętego.

## Życiorys
Jej młodszymi siostrami były: Eleonora Prowansalska, królowa Anglii jako żona Henryka III, Sancza Prowansalska, żona Ryszarda, earla Kornwalii, antykróla Niemiec oraz Beatrycze Prowansalska, królowa Sycylii jako żona Karola I Andegaweńskiego.
Małgorzata poślubiła Ludwika IX i została królową Francji. Podobnie jak jej siostry Małgorzata była znana ze swojej urody, podczas pierwszych lat małżeństwa Ludwik naprawdę kochał swoją żonę. Była bardzo ambitna i starała się oddziaływać na politykę swojego męża. Była też odważna, towarzyszyła mężowi do Egiptu, podczas 6. krucjaty, w 1248 (w Damietcie urodził się jej syn Jan Tristan). Małgorzata bardzo kochała swoją siostrę Eleonorę, z którą stale się kontaktowała, aż do śmierci Eleonory. Ostatnie lata życia spędziła w rodzinnej Prowansji, zmarła w 1295, w wieku 75 lat.

## Potomstwo
Małgorzata w związku z Ludwikiem urodziła jedenaścioro dzieci:
- Blankę (1240 – 29 kwietnia 1243);
- Izabelę (2 marca 1241 – 28 stycznia 1271), poślubiła Tybalda V, hrabiego Szampanii;
- Ludwika (25 lutego 1244 – styczeń 1260);
- Filipa III (1 maja 1245 – 5 października 1285), króla Francji;
- Jana (1248);
- Jana Tristana (1250 – 3 sierpnia 1270);
- Piotra I (1251–1284);
- Blankę (1253–1323), poślubiła infanta kastylijskiego Ferdynanda de la Cerda, syna Alfonsa X Mądrego;
- Małgorzatę (1254–1271), poślubiła Jana I, diuka Brabancji;
- Roberta, hrabiego Clermont (1256 – 7 lutego 1317), był on założycielem dynastii Burbonów, przodkiem króla Henryka IV Burbona;
- Agnieszkę (ok. 1260 – ok. 1325), poślubiła Roberta II, diuka Burgundii, była matką królowych Francji: Małgorzaty i Joanny.